# Tripteroides reiseni
Tripteroides reiseni är en tvåvingeart som beskrevs av Basio 1971. Tripteroides reiseni ingår i släktet Tripteroides och familjen stickmyggor.
Artens utbredningsområde är Filippinerna. Inga underarter finns listade i Catalogue of Life.